# Зал ан дер Зале
Зал ан дер Зале (њем. Saal an der Saale) град је у њемачкој савезној држави Баварска. Једно је од 37 општинских средишта округа Рен-Грабфелд. Према процјени из 2010. у граду је живјело 1.552 становника. Посједује регионалну шифру (AGS) 9673160.

## Географски и демографски подаци
Зал ан дер Зале се налази у савезној држави Баварска у округу Рен-Грабфелд. Град се налази на надморској висини од 254 метра. Површина општине износи 21,6 km². У самом граду је, према процјени из 2010. године, живјело 1.552 становника. Просјечна густина становништва износи 72 становника/km².